# Capella de la Mare de Déu de Montserrat (Vilalba dels Arcs)
La Capella de la Mare de Déu de Montserrat és una edificació de Vilalba dels Arcs (Terra Alta) inclosa a l'Inventari del Patrimoni Arquitectònic de Catalunya.

## Descripció
Edifici de petites dimensions, situat al calvari, prop del cementiri. Té planta rectangular i és fet de maçoneria amb carreus als angles i obertures. La porta d'accés d'arc de mig punt, que arrenca d'impostes, és adovellada. Té l'arc i els brancals motllurats. Damunt la porta hi ha una inscripció que diu " LO QUE DEVEIS COENPAR CORAÇONES TIERNOS ES A CHRISTO SUPREMO JUEZ". Més amunt hi ha un òcul. Corona el conjunt un campanar d'espadanya.